# La Maison des otages (film, 1990)
Pour les articles homonymes, voir La Maison des otages.
Pour plus de détails, voir Fiche technique et Distribution.
La Maison des otages (Desperate Hours) est un film américain réalisé par Michael Cimino, sorti en 1990. Il s'agit d'une adaptation du roman Terreur dans la maison (Desperate Hours) de Joseph Hayes, déjà adapté au cinéma dans le film homonyme de 1955 réalisé par William Wyler, avec Humphrey Bogart.

## Synopsis
Michael Bosworth (Mickey Rourke) est un criminel au Q.I. nettement supérieur à la moyenne. Il parvient à s'évader pendant son procès dans l'Utah, juste avant la délibération des jurés, alors qu'il comparaissait pour plusieurs crimes moraux. Rejoint par son frère et un de ses amis, il décide d'investir une villa des quartiers huppés afin d'attendre son avocate qui l'a fait s'évader et qui est aussi sa maîtresse. La maison qui fait l'objet de son choix est celle de la famille Cornell. La mère (Mimi Rogers), récemment séparée de son mari (Anthony Hopkins), y vit avec ses deux enfants mais le père leur rend visite fréquemment.

## Fiche technique
Sauf indication contraire, les informations mentionnées dans cette section peuvent être confirmées par la base de données cinématographiques IMDb,  présente dans la section « Liens externes ».
- Titre français et québécois : La Maison des otages
- Titre original : Desperate Hours
- Réalisation : Michael Cimino
- Scénario : Lawrence Konner (en), Mark Rosenthal (en) et Joseph Hayes, d'après le roman Terreur dans la maison de Joseph Hayes
- Musique : David Mansfield
- Photographie : Doug Milsome
- Montage : Christopher Rouse
- Production : Michael Cimino et Dino De Laurentiis
- Société de production : Dino De Laurentiis Company
- Société de distribution : Metro-Goldwyn-Mayer (États-Unis)
- Pays d'origine :  États-Unis
- Langue originale : anglais
- Format : Couleur - 35 mm - 1.85:1 - son Dolby Stéréo
- Genre : thriller
- Durée : 105 minutes
- Dates de sortie : 
  -  États-Unis 5 octobre 1990
  -  France 9 janvier 1991

## Distribution
- Mickey Rourke (VF : Jacques Frantz) : Michael Bosworth
- Anthony Hopkins (VF : Marcel Guido) : Tim Cornell
- Mimi Rogers : Nora Cornell
- Elias Koteas (VF : Renaud Marx) : Wally Bosworth
- David Morse (VF : Philippe Vincent) : Albert
- Lindsay Crouse : Brenda Chandler
- Kelly Lynch (VF : Maïk Darah) : Nancy Breyers
- Shawnee Smith (VF : Barbara Tissier) : May Cornell
- Danny Gerard (en) : Zack Cornell
- Dean Norris (VF : Vincent Grass) : Maddox
- Matt McGrath (VF : Damien Boisseau) : Kyle John
- Gerry Bamman (VF : Yves Barsacq) : Ed Tallent
- John Christopher Jones : Neff
- John Finn : Lexington
- Michael Flynn (VF : Jean-Claude Robbe) : Carl Ornita
- Jeff Olson (VF : Mario Santini) : Coogan

## Production
Le scénario s'inspire du roman Terreur dans la maison (Desperate Hours) de Joseph Hayes, déjà adapté au cinéma dans le film homonyme de 1955 réalisé par William Wyler, avec Humphrey Bogart. L'œuvre a également été adaptée en pièce de théâtre. Alors que l'intrigue de la pièce se déroulait à Indianapolis, le film se déroule dans l'Utah.
Christopher Cain est initialement engagé comme réalisateur. Il quitte finalement le film, alors en préproduction. Le poste revient alors à William Friedkin, qui le quittera à son tour pour tourner La Nurse (1990). Mickey Rourke suggère alors Michael Cimino, qui l'a dirigé dans La Porte du paradis (1980) et L'année du dragon (1985).
Le tournage a lieu dans l'Utah : Salt Lake City, parc national de Zion, Park City, Alta et Coalville. Quelques scènes sont tournées dans le Colorado.

## Accueil
Le film reçoit des critiques globalement négatives. Sur l'agrégateur américain Rotten Tomatoes, il récolte 36% d'opinions favorables pour 11 critiques et une note moyenne de 4,62⁄10.
Le film récolte 2 742 912 $ aux États-Unis. En France, il n'attire que 106 840 spectateurs en salles.
Il s'agit d'un nouvel échec critique et commercial pour Michael Cimino. Il s'agit de son avant-dernier long métrage, avant The Sunchaser (qui ne sortira en salles que dans quelques pays).

## Distinction
Aux Razzie Awards 1991, Mickey Rourke est nommé dans la catégorie du pire acteur, prix finalement attribué à Andrew Dice Clay pour Les Aventures de Ford Fairlane.